# Djamel Amrani
Djamel Amrani (en arabe : جمال العمراني), né le 29 août 1935 à Sour El-Ghozlane (Algérie) et décédé le 2 mars 2005 à Alger, est un écrivain, poète et journaliste algérien d'expression française.

## Biographie
Djamel Amrani est issu d'une modeste famille de neuf enfants dont il était le benjamin. Il est le beau-frère de Ali Boumendjel, héros et martyr de la guerre d'indépendance d'Algérie.
Il est l'enfant d'un père exerçant la profession de receveur des P et T et d'une mère n'ayant jamais été scolarisée. Suivant leur père à travers des missions itinérantes, la famille Amrani séjournera dans plusieurs localités, notamment à Cherchell, avant de s'installer définitivement, en 1952, à Alger. Le jeune Djamel y fréquentera l'école communale de Bir Mourad Raïs. Sur les bancs d'école il fera les découvertes littéraires capitales de sa vie: "La Mort Du Loup", d'Alfred de Vigny, et "Les Amours De Chopin", de George Sand, qu'il connaissait par cœur et qui l'inspireront aux premiers jets poétiquement candides. Une passion était née «J'étais déjà poète à la base. Je faisais de la musique. J'étais au conservatoire d'Alger, je jouais du piano à 15 ans. J'étais le seul Algérien à avoir concouru avec la 5e étude de Chopin, la 7e nocturne de Gabriel Fauré et puis suivront La Passionata…», dira-t-il. Au lycée Bugeaud, le plus réputé d'Alger, où il avait emmené avec lui ce qu'il appelle des «odelettes» et dont il fera un autodafé car jugées inintéressantes.
Le 19 mai 1956, il participe à la grève des étudiants algériens. En 1957, il est arrêté, torturé et incarcéré par l'armée coloniale. En 1958, à sa sortie de prison, il est expulsé vers la France.
Sa toute première œuvre fut Le Témoin, en 1960, aux Éditions de Minuit. «Ce livre est l'histoire dramatique de ma vie… Je jouais pour la syntaxe quelle qu'elle soit… C'est un jeu avec mon histoire quand j'ai appris à lire et à écrire..», commentera-t-il, la gorge nouée. Cette même année, il rencontre  Pablo Neruda et crée le journal "Chaâb". Après un long séjour à Cuba, de 1962 à 1964, Djamel Amrani officiera à l'état-major, dans le cabinet du président Houari Boumediène, avec Abdelaziz Bouteflika, Ahmed Medeghri et Chérif Belkacem. «La première fois que j'ai rencontré Abdelaziz Bouteflika, il m'a présenté Nelson Mandela…», se rappellera-t-il avec fierté. Il travaillera ensuite dans la presse en tant que journaliste, en 1966, il devient producteur d'une émission maghrébine à l'ORTF, et entame une carrière radiophonique aux côtés de Leïla Boutaleb à la radio algérienne.
Les amis de l'auteur de "Témoin" et "Bivouac Des Certitudes" s'appellent Kateb Yacine, M'hamed Issiakhem, Jean Sénac, Pablo Neruda, Françoise Sagan, Barbara, Malek Haddad, Mohamed Zinet, Juliette Gréco, Florence Malraux, Jean Lacouture, Jean-Marie Domenach, ou encore Serge Reggiani «Kateb Yacine, qui m'a encouragé, et Jean Sénac ont été des frères immenses pour moi. Je me dois de saluer leur mémoire. Malek Haddad avait été un grand ami… ». André Breton dira de lui : «Djamel Amrani est immense, il est le plus grand poète de l'Algérie…». Auteur d'une trentaine d'œuvres, Djamel Amrani était au service de son prochain, de ses semblables, les humains, et de sa patrie, l'Algérie. Pour laquelle il a été un battant, un combattant, un résistant, un moudjahid sans démagogie, un «mutilé» de guerre psychologiquement et un enfant prodigue et prodige de la prosodie et autres allitérations à la consonance balistique, créative et lyrique algériennes. Car marqué à vie par la barbarie belliqueuse et coloniale de l'armée française. «J'ai été torturé, incarcéré, ils ont tué mon père, mon frère et mon beau-frère…».
Djamel Amrani laisse ce fragment testamentaire d'un poète maudit : «L'être humain, poète meurtri, ne peut pas être finalement guéri d'une histoire. Je n'ai jamais été guéri. Je n'ai jamais eu l'occasion ou la chance de guérir. Ma plaie dans l'âme, on ne la négocie pas. Ma plaie est ouverte. Elle est béante !».
Djamel Amrani est décédé le 2 mars 2005.

## Distinctions
En 2004, il reçoit la médaille du Pablo Neruda Order of Artistic and Cultural Merit, haute distinction internationale de la poésie.
En 2017, il reçoit à titre posthume, la médaille de Ordre du Mérite national (Algérie) au rang de "Achir", attribuée sous l'égide du Président de la République algérienne démocratique et populaire Abdelaziz Bouteflika.

## Œuvre

### Récit
- 1960 : Le témoin, Paris, Éd. de Minuit, 1981 (1re éd. 1960), 83 p. (ISBN 2-7073-0477-8)
- 1968 : Bivouac des certitudes - Éditions SNED, Alger

### Poésie
- 1964 : Soleil de notre nuit, préface de Henri Kréa, encres de Aksouh - Éditions Subervie, Rodez
- 1964 : Chants pour le Premier Novembre, avec des gravures de Abdallah Benanteur - Éditions d'art ABM, Paris
- 1968 : Bivouac des certitudes - Éditions SNED, Alger
- 1972 : Aussi loin que mes regards se portent... - Éditions SNED, Alger
- 1979 : Jours couleur de soleil - Éditions SNED, Alger
- 1981 : Entre la dent et la mémoire - SNED, Alger
- 1982 : L'Été de ta peau - SNED, Alger
- 1983 : La Plus haute source - ENAL, Alger
- 1985 : Argile d'embolie - Ed. Laphomic, Alger
- 1985 : Au jour de ton corps - ENAL, Alger
- 1986 : Déminer la mémoire - ENAL, Alger
- 1989 : Vers l'amont - ENAL, Alger
- 2000 : Alger - Éditions Actes Sud, Arles,  (ISBN 2-7427-3023-0)
- 2001 : Alger, un regard intérieur in La pensée de midi, no 4 - Éditions Actes Sud, Arles,  (ISBN 2-7427-3357-4)
- 2003 : La Nuit du dedans - Éditions Marsa, Alger
- 2003 : Œuvres choisies - Éditions ANEP, Alger

### Théâtre
- 1973 : Il n'y a pas de hasard - Éditions SNED, Alger

### Nouvelles
- 1978 : Le Dernier crépuscule - SNED, Alger

## Décorations
- Achir de l'ordre du Mérite national d'Algérie.

### Anthologies
- Charles Bonn (introduction, choix, notices et commentaires), Anthologie de la littérature algérienne : 1950-1987, Paris, Librairie Générale Française, 1990, 255 p. (ISBN 2-253-05309-0)
- Des Chèvres noires dans un champ de neige ? 30 poètes et 4 peintres algériens, Bacchanales n°32, Saint-Martin-d'Hères, Maison de la poésie Rhône-Alpes - Paris, Marsa éditions, 2003 ; Des chèvres noires dans un champ de neige ? (Anthologie de la poésie algérienne contemporaine) , édition enrichie, Bacchanales, n° 52, Saint-Martin-d'Hères, Maison de la poésie Rhône-Alpes, 2014
- Ali El Hadj Tahar, Encyclopédie de la poésie algérienne de langue française, 1930-2008 (en deux tomes), Alger, Éditions Dalimen, 2009, 956 pages.  (ISBN 978-9961-759-79-0)
- Abdelmadjid Kaouah, Quand la nuit se brise (Poésie algérienne francophone contemporaine), éditions du Seuil, Paris, 2012.
- Une anthologie des poésies arabes, images de Rachid Koraïchi, (poèmes choisis par Farouk Mardam-Bey  et Waciny Laredj, calligraphies d'Abdallah Akkar et Ghani Alani), Paris, Éditions Thierry Magnier, 2014 [poème: Rhoufi des Aurès]  (ISBN 978-2-36474-536-0)